# 市场营销主题列表
市场营销主题列表
(英文下)市场营销主题有超过200篇文章，如果你创建一篇市场营销文章，请将之加入该列表，位置可以参考英文“市场营销主题列表”（List of marketing topics）。

## 市场营销基础

### 核心市场营销概念
- 市场营销
- 消费者——最终获得商品或服务的个人或群体，他们支付了财物并消耗了他人生产的商品或服務
- 核心竞争力
- 客户——商店或服務行業稱來買東西的人或服務對象
- 商业模型——產品開發劃分
- 价值——衡量商品或服務向經濟主體提供的利益

### 基础经济概念
- 市场——供應和需求相互對立和交易的機制，包括交換發生的地點，流程和機構（對於實體場所，使用Q132510或Q330284）
- 规模经济——因長期總平均成本通常隨生產規模增加而遞減而帶來的經濟效益增加

## 目标市场与策略
- 市场区隔
- 目标市场
- 市场份额
- 市场机会分析
- 最终用户——最終使用或打算最終使用產品的人；與支援或維護產品的使用者形成對比
- 竞争——有机体、动物、个体、群体等之间的竞争
  - 竞争战略
  - 竞争优势
    - 可持续竞争优势
- 价值链——經濟學概念
  - 价值迁移

### 市场调研
- 市场调研
- SWOT分析——商業模式分析
- 消费者涉入——行銷術語
- 形象测定

#### 市场调研的数理分析
- 标量类别
- 多重变量分析——統計學的一支
- 回归分析——統計學上一種分析數據的方法
- 逻辑回归分析——統計模型
- 相关分析
- 联合分析
- 离散选择法
- 多维标度
- 因子分析
- 聚类分析——统计分析方法，把原始统计对象集合分割成不同的子类，使得每个子类内的统计对象具有较高的相似度，而不同子类中的数据对象则是不相似的

## 营销战略和营销管理
- 营销组合——企业为影响并满足目标客户需求而使用的可控要素或变量集合，通常被归纳为四个核心要素，即所谓的“营销四要素”：产品，价格，渠道，促销
- 品牌传递效果
- 营销规划
- 营销导向（也称作“关注客户”、“营销概念”）
- 营销短视

### 产品管理（Product）
- 市场定位
- 产品生命周期管理

### 定价（Price）
- 定价策略——在銷售產品或服務時與價格相關的策略
  - 互补定价——在銷售產品或服務時與價格相關的策略
  - 撇脂定价法

### 营销渠道（Place）

#### 广告传播
- 广告代理商
- 广告心理学
- 广告效果模型
- 吸血鬼效应
- 口口相传
- 低球技术

#### 分销
- 关系营销
- 置入性营销
- 层压式推销——商業銷售模式

#### 直销
- 直销
- 多層次傳銷

#### 电子营销
- 數位行銷——经济学术语
- 网络营销——基於互聯網頁面的營銷
- 網路行銷最佳化
- 搜尋引擎行銷

### 促销（Promotion）
- 促销——行銷組合的4P中的一個要素
- 行销企划

## 市场营销相关条目
- 客户关系管理——管理公司與當前和潛在客戶的互動的方法（CRM）
  - 客户生命周期价值——理论（CLV，Customer lifetime value）
- 经验曲线效应

### 市场营销学术界名人
- 美国市场营销大师：菲利普·科特勒
- 美国竞争战略专家：迈克尔·波特
- 德国市场营销权威：赫利伯特·迈福特

### 著名市场调研公司
1. AC尼尔森公司
2. GfK公司